# Need To
Need To — другий сингл американської ню-метал-групи Korn. Пісня з'явилася на однойменному першому альбомі групи. Пісня являє собою фірмове звучання Korn з Семиструнна гітарами, налаштованими нижче звичайного, і дуже емоційним стилем співу. Ця пісня народилася з іншої пісні Korn «Alive», яка з'явилася на демо Neidermeyer's Mind (і була пізніше перезапишеться для шостого студійного альбому групи Take A Look In The Mirror).
Група Staind виконують кавер-версію цієї пісні під час своїх концертів.